# Dreifaltigkeitsgasse (Salzburg)
Die Dreifaltigkeitsgasse befindet sich in der Altstadt rechts der Salzach in der österreichischen Landeshauptstadt Salzburg.

## Geschichte
Der östliche Teil der Dreifaltigkeitsgasse war früher als Andreasgasse bekannt, da sich bis 1861 am Beginn dieser Gasse am Platzl die alte Andreaskirche befand. Der westliche Teil der Gasse hieß zeitweise nach dem nahen Schloss Mirabell auch Mirabellstraße.
Namensgebend für Dreifaltigkeitsgasse ist das 1694 von Fürsterzbischof Graf Johann Ernst von Thun und Hohenstein gestiftete Priesterseminar mit der Dreifaltigkeitskirche, welche bis 1702 nach den Plänen des Architekten Johann Bernhard Fischer von Erlach erbaut wurde.

## Lage
Die Dreifaltigkeitsgasse beginnt am Platzl, wo auch die Linzer Gasse ihren Anfang nimmt, und endet beim Mirabellplatz. Vor der Dreifaltigkeitskirche liegt leicht Richtung Salzach abfallend der Makartplatz.
Der Verlauf ab Linzer Gasse bis zum Makartplatz ist eine Fußgängerzone. Vom Makartplatz führt eine Einbahnstraße zum Mirabellplatz, in die Gegenrichtung ist eine Fahrspur für den Busverkehr und Taxis freigehalten.
Bei Haus Nr. 6 zweigt östlich das Königsgässchen ab und nach Nr. 7 westlich die Lederergasse; zwischen Nr. 6 und Nr. 7 überspannt ein Gebäude mit einem Tonnengewölbe, der sogenannte Sauterbogen, die Dreifaltigkeitsgasse.

## Linksseitige Dreifaltigkeitsgasse
- Dreifaltigkeitsgasse 1 = Platzl 2. Das Gebäude um 1910 zeigt in der Fassade einen Breiterker und einen Polygonalerker. Vor dem Haus befinden sich zwei „Stolpersteine“.

- Münchnerhof: Dreifaltigkeitsgasse 3. Das Haus wird 1374 als „der pirprewin hofstat zegnagst an der nydern rewt“ genannt. Hier stand das älteste Bräuwirtshaus am rechten Salzachufer, das lange als Goldenes Kreuz-Wirtshaus bekannt war. 1813 erwarb das Bräu Nikolaus Schlamm, nach welchem es in der Folge Schlammbräu genannt wurde und der zeitweise größte und bekannteste Braugasthof Salzburgs war. 1928 wurde das Gebäude mit zwei angrenzenden Häusern vereinigt und nannte sich nun Münchner Hof. Die neobarocke Fassade stammt aus dem späten 19. Jahrhundert. Auffällig ist die Skulptur des sog. Münchner Kindls (Mönch als Wappenfigur von München) in der vorspringenden Ecke des Bauwerks.

- Dreifaltigkeitsgasse 5. Im Kern mittelalterliches fünf- bis sechsgeschoßiges Bürgerhaus.

- Dreifaltigkeitsgasse 7 = Lederergasse 5. Im Kern mittelalterliches fünf- bis sechsgeschoßiges Bürgerhaus.

- Graf-Überacker-Palais: Dreifaltigkeitsgasse 9 und 11 Ecke Makartplatz 6. 1601 wird dieses Haus erstmals als Neugebäude der Gräfin Maria Katharina Kuen „negst ausser St. Andre Pogn an der Mirabellstraßen“ genannt. 1723 kaufte Wolf Maximilian Graf Überacker das Gebäude und baute es als Adelspalast aus. Beim Umbau des Hauses 1912 blieb die barocke Fassade weitgehend erhalten. Das heutige Barockportal am Makartplatz mit seiner schmiedeeisernen Oberlichte kam ebenfalls 1912 an seinen heutigen Standort. Bis 2011 war im Gebäude ein Postamt untergebracht; heute befindet sich hier das Konsulat der Bundesrepublik Deutschland und daneben eine Niederlassung des Bankhauses Spängler. Der Umbau wurde von dem Architekten Fritz Genböck geleitet.

- Makartplatz. Dieser Bereich der Dreifaltigkeitsgasse war ehemals vom Städtischen Leihhaus besetzt und verstellte die Hauptfront und Schauseite der Dreifaltigkeitskirche. Das Leihhaus wurde 1906 ganz abgerissen und der Makartplatz damit vergrößert.

- Paris Lodronscher Primogeniturpalast: Dreifaltigkeitsgasse 15, 17 und 19. Ehemaliges Stadtpalais der Familie Lodron. Vom ursprünglichen Bau ist heute nur noch die Fassade erhalten.

## Rechtsseitige Dreifaltigkeitsgasse
- Dreifaltigkeitsgasse 2. Dieses Haus entstand 1861 anstelle der alten Andräkirche. Franz Zeller errichtete dabei ein Café, das 1927 als Café Lohr neu begründet wurde. Heute ist im Erdgeschoß des Gebäudes ein Schuhhaus untergebracht. Das dortige Sgraffito-Fries von Karl Reisenbichler in der Fassade (1927) zeigt ein Kartenspiel und einen langen Sinnspruch, der das Leben bildhaft mit einem Kartenspiel vergleicht. Vor dem Haus befinden sich drei Stolpersteine.

- Dreifaltigkeitsgasse 4.

- Goldschlägerhaus mit Sauterbogen: Dreifaltigkeitsgasse 6 = Königsgässchen 6. Das Haus wird 1429 erstmals genannt. Es wird damals beschrieben als Haus „gegen den Pogen vber da man hinindter get hinhinder dye chirchenn“. 1775 wird es erstmals als Goldschlagerhaus bezeichnet. Der Sauterbogen unter dem Haus ist nach dem Salzburger Botaniker Anton Sauter benannt. Er entstand in der heutigen Form 1645, als Paris Lodron zwei dortige Bürgerhäuser an der Stadtmauer gegen eine Entschädigung durchbrechen ließ, um die dahinterliegenden Lodronschen Paläste besser an die Stadt anzuschließen. Der Sauterbogen zeigt bis heute im Kreuzgratgewölbe das Wappen von Paris Lodron und die Jahreszahl 1645.

- Dreifaltigkeitsgasse 8.

- Dreifaltigkeitsgasse 10.

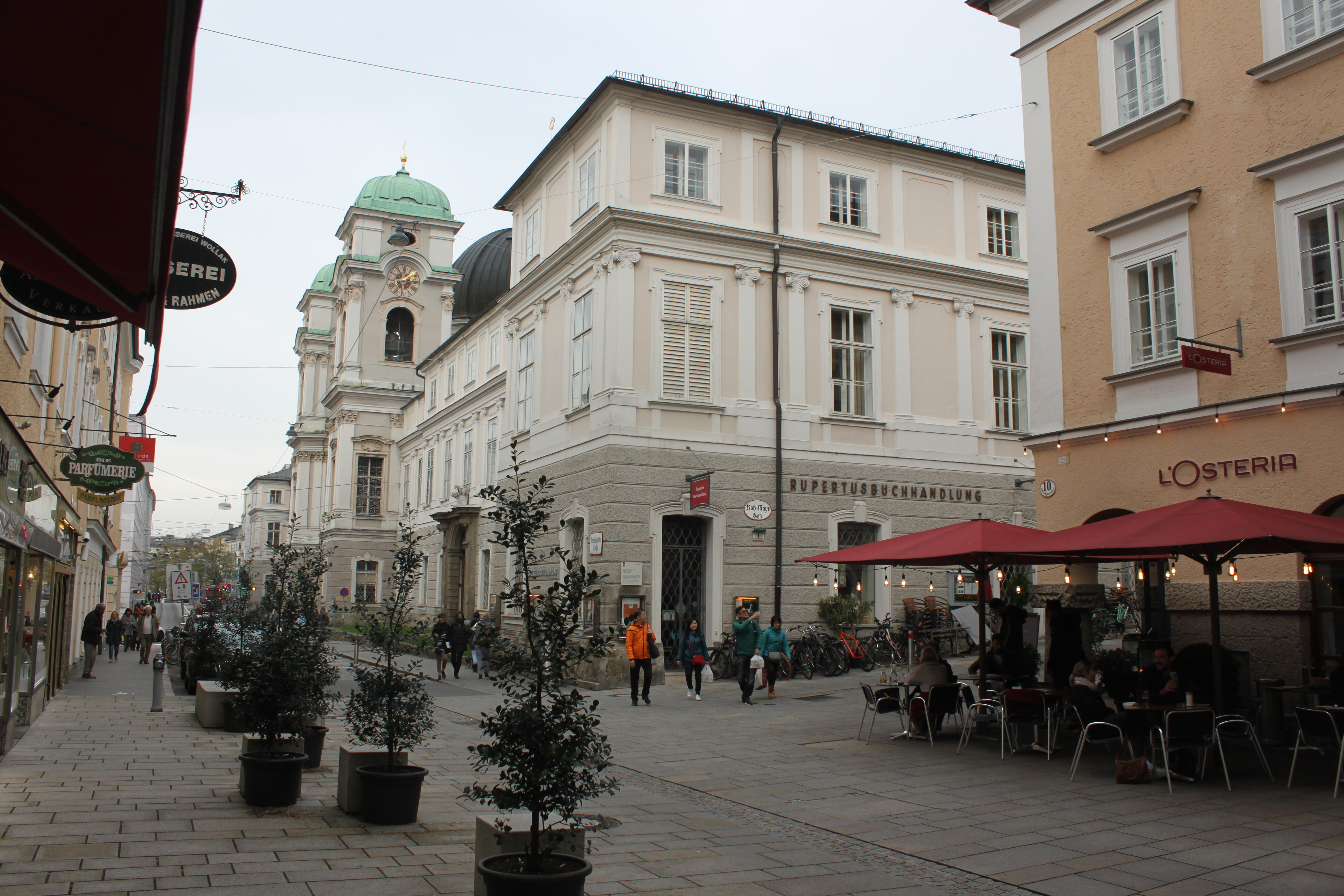
Priesterseminar und Dreifaltigkeitskirche

- Dreifaltigkeitskirche baulich mittig im Priesterseminar Salzburg: Dreifaltigkeitsgasse 12 und 14. Die Dreifaltigkeitskirche wurde als noch heute größte Kirche aus fürsterzbischöflicher Zeit in Salzburg rechts der Salzach in den Jahren 1694 bis 1702 nach Plänen von Johann Bernhard Fischer von Erlach errichtet und gilt als eines der Hauptwerke des Architekten. Bauliche Veränderungen erfolgten im 18. und 19. Jahrhundert. Der Altar wurde ebenfalls von Fischer von Erlach entworfen und das große Kuppelfresco stammt von Johann Michael Rottmayr. Die dreigeschoßigen Flügelbauten der Kirche beherbergen heute das Priesterseminar der Erzdiözese Salzburg.

- Dreifaltigkeitsgasse 16.